# Mitterbach am Erlaufsee
Mitterbach am Erlaufsee é um município da Áustria localizado no distrito de Lilienfeld, no estado de Baixa Áustria.